# Milnrow
Milnrow is een plaats in het bestuurlijke gebied Rochdale, in het Engelse graafschap Greater Manchester. De plaats telt 12.776 inwoners.